# Eveline Nünchert
Eveline Nünchert (* 13. Mai 1943 als Eveline Kraatz) ist eine deutsche Schachspielerin. Sie trägt den Titel einer FIDE-Meisterin der Frauen.

## Erfolge
Zu den Erfolgen von Eveline Nünchert zählen der Gewinn der DDR-Meisterschaft der Frauen im Jahr 1973 sowie der Frauenwertung der Offenen Deutschen Seniorenmeisterschaften in den Jahren 2007, 2008 und 2010. Darüber hinaus siegte sie 1971, 1973, 1974, 1975, 1982, 1983 und 1984 bei den DDR-Meisterschaften der Frauen im Blitzschach. Bei der Schacholympiade 1963 der Frauen in Split belegte sie mit der DDR-Mannschaft den dritten Platz und erzielte, als Reservespielerin startend, ein Ergebnis von 2,5 Punkten aus vier Partien.
Eveline Nünchert ist für den USV Potsdam aktiv, mit dem sie in der Saison 1992/93 in der deutschen Schachbundesliga der Frauen spielte und mit 9,5 Punkten aus 11 Partien das beste Ergebnis aller Spielerinnen erreichte.